# Moto Genève

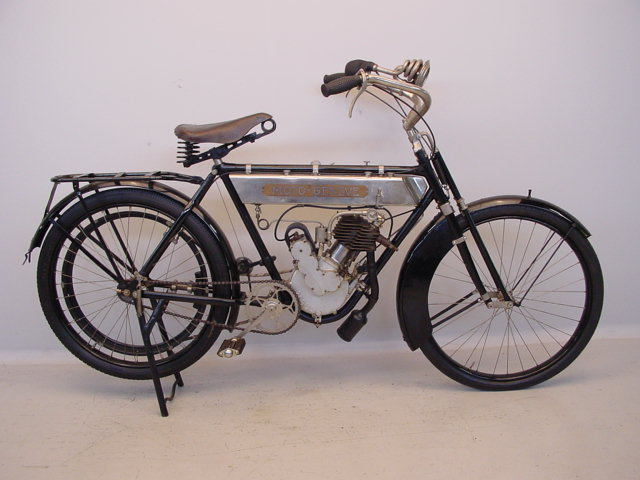
Deze Moto Geneve uit 1910 heeft een 250 cc Zedel-inbouwmotor. Moto Geneve is een zeer onbekend en zeldzaam motorfietsmerk

Moto Geneve is een historisch Zwitsers merk van motorfietsen.
Moto Geneve is een Zwitsers merk dat in het begin van de 20e eeuw (in elk geval in 1910) motorfietsen met Zedel-inbouwmotoren produceerde.